# 仙后座21
仙后座21，又名BD+74 27，HD 4161、SAO 4216、HR 192，是仙后座的一颗恒星，视星等为5.66，位于銀經122.55，銀緯12.12，其B1900.0坐标为赤經0h 39m 2.2s，赤緯+74° 12.12′ 29″。